# Beeveria
Beeveria là một chi rêu trong họ Hookeriaceae.